# Maksym Tymošenko
Maksym Olehovyč Tymošenko (in ucraino Максим Олегович Тимошенко?, pronunciato: mɐkˈsɪm tɪmoˈʃɛnko; Kiev, 20 aprile 1972) è un antropologo, culturologo e attivista sociale ucraino.
È dottore in filosofia (2013), professore della National Academy of Culture and Arts Management (2014), Honored Art Worker of Ukraine (2015), membro del Green Cross International Board (da ottobre 2017). Presidente dell'Accademia Nazionale di Musica Ucraina Ciajkovskij da novembre 2018.

## Biografia
Maksym Tymošenko è nato a Kiev, Ucraina, il 20 aprile 1972 nella famiglia di un educatore, professore di musica e presidente del Conservatorio di Kiev Oleh Tymošenko. Maksym Tymošenko si è diplomato alla Lysenko Kyiv Specialized Music Boarding School (1990). Si è laureato alla Kyiv National Economic University (1996, facoltà di economia), con MBA. Ha conseguito la seconda istruzione superiore presso la National Academy of Culture and Arts Management (2012).
Ha lavorato presso l'Ufficio della Fondazione per la cultura ucraina a Kiev (1991-1992, come capo del dipartimento; 1992-1993, come direttore), presso Nezalezhnist JSCB (1993-1997, come presidente del consiglio di amministrazione), nell'amministrazione di la Verchovna Rada dell'Ucraina (2003-2014), National Academy of Culture and Arts Management (dal 2012, dal 2013 come professore associato, dal 2014 come professore). Vive a Kiev.

## Attività

### Attività accademiche
Maksym Tymošenko è autore di oltre 20 pubblicazioni tra libri accademici e periodici. Ha partecipato a numerosi convegni accademici. La sua tesi di Ph.D. è intitolata "Strategie umanitarie internazionali nell'Ucraina contemporanea come fenomeno culturale e artistico sistemico" (2012). Il suo dottorato è stato premiato nel 2013.

### Attività sociale
La fondazione Dni Ukrainy sotto la supervisione di M. Tymošenko promuove le conquiste culturali del paese. Le "Giornate dell'Ucraina in Europa" si sono svolte lungo la Costa Azzurra (Cannes, Nizza, Monte Carlo, 2004), a Parigi (2004, 2005), Città del Vaticano (2005), Principato di Monaco (Monte Carlo, 2006, 2009).
Green Cross Ukraine (sotto la supervisione di M. Tymošenko dal 2012) è un comitato nazionale di Green Cross International. L'organizzazione sostiene i bambini colpiti dall'incidente alla centrale nucleare di Černobyl. In 12 anni di attività, oltre 40mila bambini sono stati curati e rimessi in salute.
Da maggio 2019 - Copresidente del Comitato Organizzatore delle Olimpiadi tutte ucraine della Musica Open ucraina "Voice of The Country".
Da luglio 2019 - Copresidente del comitato organizzatore del Concorso pianistico tutto ucraino aperto tutto ucraino intitolato S.S. Prokofiev.

## Premi e riconoscimenti
I suoi premi:
- L'Ordine di Cristo Salvatore (2001)[12]
- Il premio speciale "Per un notevole contributo alla promozione di un'immagine positiva dell'Ucraina nel mondo" del programma nazionale "Persona dell'anno" (2004)[13]
- Il titolo di Ambasciatore per la Pace (2005)[14]
- Ordine al merito, 3ª classe (2006)[15]
- È presidente del consiglio di amministrazione della fondazione di beneficenza internazionale Dukhovna Spadshcyna (ucraino: Духовна спадщина, Patrimonio spirituale) (1997-2003, dal 2003 presidente onorario).
- È il presidente della fondazione internazionale Dni Ukrainy (Дні України, Days of Ukraine) (dal 2006)[16]
- È il presidente dell'organizzazione ambientale nazionale Green Cross Ukraine (dal 2012)[17]

### Le pubblicazioni dell'autore
1. (UK) Тимошенко, М. О. Гуманітарні аспекти державної культурної політики сучасної України Archiviato il 27 aprile 2015 in Internet Archive. (Aspetti umanitari della politica culturale statale dell'Ucraina moderna) // Трансформація освіти і культура: традиції та сучасність : матеріали міжнар. наук.-творчої конференції, Одеса–Київ–Варшава, 2–3 травня 2012 р. К., 2012. С. 95.
2. (UK) Тимошенко, М. О. Міжнародні гуманітарні стратегії в сучасній Україні як системний культуротворчий феномен  (Strategie umanitarie internazionali nell'Ucraina moderna come fenomeno culturale sistemico): автореф. дис. … канд. культурології : 26.00.01. К., 2012. 20 с.
3. (UK) Тимошенко, М. О. Персоніфікація композиторської творчості як спосіб усвідомлення та презентації ціннісного культурного досвіду (Personificazione della creatività del compositore come modo di consapevolezza e presentazione di una preziosa esperienza culturale) // Культура і сучасність. К., 2013. № 1. С. 99–104.
4. (UK) Тимошенко, М. О. До питання про національно-стильові чинники в культурно-мистецькому просторі (Sulla questione dei fattori nazionali e stilistici nello spazio culturale e artistico) // Культура і сучасність. К., 2014. № 1. C. 77–82.

### Materiale biografico
1. (UK)  Timošenko MO // Who's Who in Ucraina: 2006. С. 963.
2. (UK)  Emelyanova, famiglia LP Timošenko, 2012. С. 66–117, 172–189